# Eliasz i Pistulka
Eliasz i Pistulka – polski animowany serial dla dzieci emitowany w latach 1980-1983.
Serial opowiada o przygodach dwóch rozbójników, którzy pomagają biednym, a bogatym i chciwym wymierzają karę. Serial swobodnie nawiązuje do autentycznej biografii Karola Pistulki i Wincentego Eliasza.

## Obsada (głosy)
- Ryszard Dembiński - Pistulka
- Bogusław Semotiuk (odcinki: 1)
- Ryszard Stogowski (odcinki: 1-2)
- Teresa Makarska (odcinki: 2)
- Jarosław Domin

## Lista odcinków
1. Buty
2. Kukułka
3. Czarodziejski tłuczek
4. Zemsta Skarbnika
5. Ziołowa kuracja